# In De Gloria
In De Gloria je vlámský zábavný pořad vysílaný na belgické televizní stanici Canvas v letech 2000–2002. Tvůrcem pořadu byl Jan Eelen. Pořad sestával ze skečů, které byly prezentovány ve formě fiktivních televizních reportáží a pořadů tak, že vypadaly jako téměř skutečné. Pořad byl parodií na reality show a talkshow, které se zaměřují na řešení společenských a sociálních problémů hostů.

## Obsazení
- Tania Van der Sanden
- Tom Van Dyck
- Lucas Van den Eynde
- Frank Focketyn
- An Miller
- Sien Eggers
- Wim Opbrouck
- Kris Focketyn

## Skeč Boemerang
V tomto skeči je zobrazen seriózní diskusní pořad, ve kterém dostává uvaděč záchvat smíchu chvíli poté, jakmile začne diskutovat s hostem pořadu, který má problémy s hlasivkami po tonsilektomii. Smějící se uvaděč jménem Erik Hartman je zde ztvárněn vlámským hercem a komikem Tomem Van Dyckem. Hosté jsou ztvárněni Lucasem Van Den Eyndem (Valère) a Anou Miller (Marijke). Celý skeč je zobrazen jako vzpomínka Erica Hartmana, který nyní působí jako DJ v rádiu, jak se ohlíží zpět za tímto incidentem, který ukončil jeho televizní kariéru.
Zkrácená verze skeče Boemerang se stala populární na YouTube. Skeč je často považován za skutečný, a v USA byl i tak prezentován ve show Jay Lena a ve zpravodajské relaci stanice Star Channel.